# Джан Уансюе
Джан Уансюе е китайски посланик в България. Следвал и работил в България. Женен.

## Дипломатически път
- 1976 – 1982 – аташе в посолството на Китайската народна република в Народна република България.
- 1986 – 1991 – втори и първи секретар в посолството на КНР в Република България.
- 2001 – 2007 – посланик в Република Македония.
- 2007 – 2010 – посланик в България.
- 2011 – 2014 – посланик в Сърбия.